# Акан-Сере
Ака́н-Сере́ (каз. Ақан сері) — село у складі Айиртауського району Північноказахстанської області Казахстану. Входить до складу Антоновського сільського округу.
Населення — 80 осіб (2021; 98 у 2009, 198 у 1999, 106 у 1989).
Національний склад станом на 1989 рік:
- казахи — 100 %.

У радянські часи село називалось Кенащи.